# Forest Whitaker
Forest Steven Whitaker (Longview (Texas), 15 juli 1961) is een Amerikaans acteur, regisseur en producent. Hij is zowel op televisie- als op filmgebied werkzaam. Whitaker won als acteur meer dan dertig filmprijzen, waaronder zowel een Academy Award, een BAFTA Award als een Golden Globe voor zijn rol in The Last King of Scotland.
Hij heeft twee broers, die beiden ook acteur zijn (Kenn Whitaker en Damon Whitaker), en een zus.

## Levensloop
Whitaker is geboren als zoon van Forest Whitaker jr., een verzekeringsman en zoon van schrijver Forest Whitaker sr., en Laura Francis Smith, een lerares. Zijn moeder voltooide een college-opleiding en haalde twee Masters, terwijl ze haar vier kinderen grootbracht. De familie verhuisde naar Los Angeles toen Whitaker een peuter was. Whitaker stapte over van de Carson naar Palisades High School, waar hij in het football-team speelde, waar de later bekende Jay Schroeder quarterback was.
Whitaker studeerde aan de State Polytechnic University van Pomona in Californië op een American football-beurs, maar moest vertrekken vanwege een rugblessure. Hij werd aangenomen op het conservatorium van de University of Southern California (USC) om operazanger (tenor) te worden, en werd toen aangenomen op de toneelfaculteit. Hij studeerde af in 1982. Ook verdiende hij een beurs aan de afdeling in Berkeley van de Drama Studio London.
Hij speelde in meer dan 47 films, produceerde er 10 en regisseerde er 5.
Hij regisseerde in 1993 de videoclip van Whitney Houstons single Exhale (Shoop Shoop).
Op 4 mei 1996 trouwde hij met actrice Keisha Nash, met wie hij twee dochters kreeg, Sonnet en True. Uit een eerdere relatie heeft hij al een zoon, Ocean. Hij heeft ook een stiefdochter, Autumn, door zijn huwelijk met Keisha.
In 2002-2003 was hij de gastheer en verteller van The Twilight Zone.
Whitaker deed de voice-over van de Amerikaanse versie van de natuurdocumentaire Africa.

### The Last King of Scotland
Whitakers grootste succes tot nu toe is de film The Last King of Scotland (2006). Om zich voor te bereiden op zijn rol als Oeganda's dictator Idi Amin kwam hij 25 kilo aan, leerde hij accordeon spelen en deed hij diepgaand onderzoek. Hij las boeken over Amin, keek naar nieuwsuitzendingen en documentaires, en bracht tijd door in Oeganda waar hij vrienden, familieleden, generaals en slachtoffers van Amin ontmoette; ook leerde hij Swahili en kreeg hij Amins Oost-Afrikaanse accent onder de knie.
Zijn acteerprestatie leverde hem in 2007 de Oscar op voor beste mannelijke hoofdrol, als vierde zwarte Amerikaanse acteur in de geschiedenis (Sidney Poitier, Denzel Washington en Jamie Foxx gingen hem voor). Ook kreeg hij voor dezelfde rol de Golden Globe voor beste acteur in een dramafilm, de Screen Actors Guild Award, een Critics' Choice Award, een BAFTA Award, en accolades van de New York Film Critics Circle, de Los Angeles Film Critics Association en de National Board of Review. Op 16 april 2007 kreeg Whitaker een ster op de beroemde Hollywood Walk of Fame.